# Bernard Glasser
Bernard M. Glasser (3 de junio de 1924 - 2 de enero de 2014) fue un productor de cine y director estadounidense. La primera película que produjo fue Gold Raiders. Después de muchos años se retiró de la empresa para entrar en bienes raíces. Vivió en Los Ángeles con su esposa Joan.

## Carrera
Glasser era nativo de Chicago. Vio su primera película a una edad temprana, lo que despertó un interés por el cine. Quiso convertirse en director de cine por un tiempo, pero debido a la Segunda Guerra Mundial se vio obligado a esperar. Consiguió su primer trabajo como asistente de producción mientras enseñaba en Beverly Hills High School.